# Robin Ungerath
Robin Ungerath (* 19. Dezember 1998 in Rosenheim) ist ein deutscher Fußballspieler.

## Karriere
Ungerath wechselte zur Saison 2018/19 vom TSV Bad Endorf zum sechstklassigen TSV 1880 Wasserburg. In seiner ersten Saison in Wasserburg kam er zu 29 Einsätzen in der Landesliga, in denen er elf Tore erzielte. Mit dem Klub stieg er zu Saisonende in die Bayernliga auf. In dieser kam er in der Saison 2019/20 zu 23 Einsätzen (elf Tore), ehe die Spielzeit im März 2020 COVID-bedingt unterbrochen wurde. Nach der Wiederaufnahme im Herbst spielte er noch dreimal in der fünfthöchsten Spielklasse, ehe die Spielzeit endgültig abgebrochen wurde.
Zur Saison 2021/22 wechselte Ungerath zum Regionalligisten Wacker Burghausen. Für Burghausen kam er in seinem ersten Halbjahr in der Regionalliga zu 22 Einsätzen, in denen er 14 Tore erzielte. Im Januar 2022 wechselte der Angreifer zum österreichischen Bundesligisten SV Ried, bei dem er einen bis Juni 2023 laufenden Vertrag erhielt. Sein Debüt in der Bundesliga gab er im Februar 2022, als er am 20. Spieltag der Saison 2021/22 gegen die WSG Tirol in der 68. Minute für Ante Bajic eingewechselt wurde. Für Ried spielte er zweimal in der Bundesliga, primär kam er für die Amateure zum Einsatz. Nach dem Abstieg aus dem Oberhaus am Ende der Saison 2022/23 verließ er den Verein.
Nach einem halben Jahr ohne Klub kehrte er im Januar 2024 zum sechstklassigen TSV 1880 Wasserburg zurück.